# Canton de Roquestéron
Le canton de Roquestéron est une ancienne division administrative française, située dans le département des Alpes-Maritimes et la région Provence-Alpes-Côte d'Azur.

## Composition
Le canton de Roquestéron était composé des communes de :
| Nom                     | Code Insee | Intercommunalité           | Population (dernière pop. légale) |
| ----------------------- | ---------- | -------------------------- | --------------------------------- |
| Roquestéron (chef-lieu) | 06106      | CC Alpes d'Azur            | 567 (2013)                        |
| Bonson                  | 06021      | Métropole Nice Côte d'Azur | 732 (2014)                        |
| Cuébris                 | 06052      | CC Alpes d'Azur            | 135 (2014)                        |
| Gilette                 | 06066      | Métropole Nice Côte d'Azur | 1 506 (2014)                      |
| Pierrefeu               | 06097      | CC Alpes d'Azur            | 303 (2014)                        |
| Revest-les-Roches       | 06100      | CC Alpes d'Azur            | 224 (2014)                        |
| Sigale                  | 06135      | CC Alpes d'Azur            | 206 (2014)                        |
| Toudon                  | 06141      | CC Alpes d'Azur            | 326 (2014)                        |
| Tourette-du-Château     | 06145      | CC Alpes d'Azur            | 124 (2014)                        |

## Histoire: conseillers généraux de 1860 à 2015
| Période                                                                                      | Identité                              | Parti               | Qualité                                                                                           |
| -------------------------------------------------------------------------------------------- | ------------------------------------- | ------------------- | ------------------------------------------------------------------------------------------------- |
| Une élection cantonale partielle eut lieu en 1972, amenant à la réélection du Dr René Morani |                                       |                     |                                                                                                   |
| 1860-1879 (décès)                                                                            | Eugène Escoffier                      |                     | Propriétaire, avocat à Nice                                                                       |
| 1879-1887 (décès)                                                                            | Édouard Féraudi                       |                     | Avoué à Nice                                                                                      |
| 1887-1890 (démission)                                                                        | Thomas Féraudi                        |                     | Propriétaire à Nice et à Tourette Nommé Inspecteur départemental de l'Assistance Publique en 1890 |
| 1891-1895                                                                                    | Paul Escoffier                        | Républicain         | Propriétaire à Tourette                                                                           |
| 1895-1901                                                                                    | Hippolyte Hancy                       | Républicain         | Propriétaire à Nice Ancien conseiller d'arrondissement du canton de Nice-Ouest                    |
| 1901-1919                                                                                    | Alexandre Durandy                     | Rad.                | Avocat et homme de lettres Directeur du Petit Niçois Député (1914-1919)                           |
| 1919-1925                                                                                    | Albert Martiny                        |                     | Ingénieur à Monaco Maire de Bonson                                                                |
| 1925-1937                                                                                    | Georges Salvago                       | RG                  | Journaliste, avocat à Nice, propriétaire à Paris                                                  |
| 1937-1940                                                                                    | Maurice Durandy                       | Rép.ind.            | Médecin à Nice                                                                                    |
|                                                                                              |                                       |                     |                                                                                                   |
| 1945-1964                                                                                    | Georges Salvago                       | Radical-RGR puis SE | Journaliste, député suppléant de Léon Teisseire Sénateur (1946-1948)                              |
| 1964-1967 (annulation)                                                                       | René Morani                           | RI                  | Médecin, conseiller municipal de Levens, propriétaire à Gilette                                   |
| 1967-1972 (annulation)                                                                       | Virgile Pasquetti                     | PCF                 | Plâtrier-maçon puis secrétaire, Nice                                                              |
| 1972-1993 (décès)                                                                            | René Morani                           | DVD puis RPR        | Médecin Maire de Gilette (1983-1993)                                                              |
| 1993-2015                                                                                    | Pierre-Guy Morani (fils du précédent) | RPR puis UMP        | Médecin Maire de Gilette (1993-2014)                                                              |

## Conseillers d'arrondissement (de 1861 à 1940)
| Période                                  | Période | Identité                           | Étiquette   | Qualité |
| ---------------------------------------- | ------- | ---------------------------------- | ----------- | --- |
| avant 1869                               |         | Victor Brun                        |             | Notaire, maire de Gilette (1867-1877)                                                                       |
|                                          |         |                                    |             | |
| 1904                                     |         | Maurice Gioffredo                  | Républicain | Propriétaire à Revest                                                                                       |
|                                          |         |                                    |             | |
| 1919                                     | 1934    | Victorin-Charles Montessan         |             | Maire de Sigale                                                                                             |
| 1934                                     | 1940    | Philippe Marius Maïcon (1887-1969) |             | Notaire, maire de Gilette (1925-1944)                                                                       |
| 1940                                     |         |                                    |             | Les conseils d'arrondissement ont été suspendus par la loi du 12 octobre 1940 et n'ont jamais été réactivés |
| Les données manquantes sont à compléter. |         |                                    |             | |

## Démographie
| 1962  | 1968  | 1975  | 1982  | 1990  | 1999  | 2006  | 2011  | 2012  |
| ----- | ----- | ----- | ----- | ----- | ----- | ----- | ----- | ----- |
| 1 464 | 1 663 | 1 612 | 1 937 | 2 871 | 3 415 | 3 813 | 3 978 | 4 042 |